# Kobza

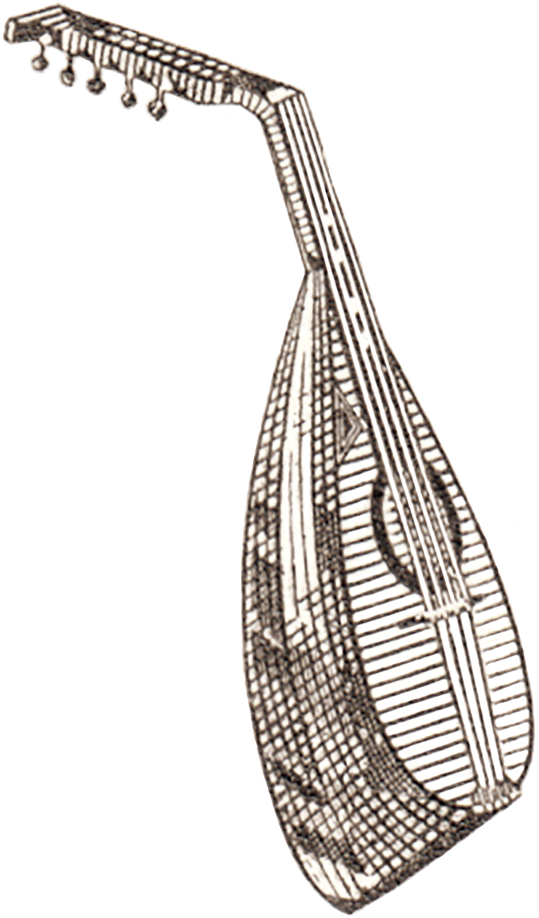
Kobza Moldava

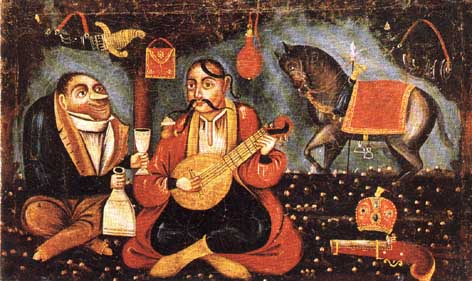
El Cosaco Mamái tocando una kobza.

El kobza (en ucraniano: кобза ), también llamado bandurka (en ucraniano: бандурка) es un instrumento de música popular ucraniana de la familia del laúd, un pariente de la mandora de Europa Central. Sin embargo, el término kobza también se ha aplicado a varios otros instrumentos de Europa del Este distintos del kobza ucraniano.

## Etimología
El término kobza es mencionado por primera vez en la crónicas polacas de 1331, pero se tiene conocimiento que existía con anterioridad en esos territorios e incluso antes en Ucrania, como un instrumento en forma de laúd, remontándose al siglo VI, traído por los protobúlgaros, o también algo más tarde con los polovtsianos y jázaros. El término tiene un origen túrquico: "kobyz" o "jomus". El instrumento popular de cuerda adquirió popularidad en el siglo XVI, con el advenimiento del Hetmanato Cosaco.
El kobza era normalmente interpretado por un bardo llamado kobzar (en algunas ocasiones, en tiempo más antiguos fue llamado kobéznik), que acompaña en la recitación de los poemas épicos ucranianos llamados Duma.
El kobza se extinguió a principios del siglo XX. Actualmente hay un renacimiento de la interpretación del kobza en Ucrania, debido a los esfuerzos del "Gremio Kobzar" de Kiev y Járkov.
La kobza es muchas veces llamada en las fuentes históricas como bandura (del latín Pandura, del polaco medieval barduny, una especie de laúd). La intercambiabilidad de términos existió hasta 1900. A veces se la llamaba "bandura starovitska" (desarrollada después de 1800) como bandura propiamente dicha, pero aún se le seguía llamando kobza entre el pueblo llano.

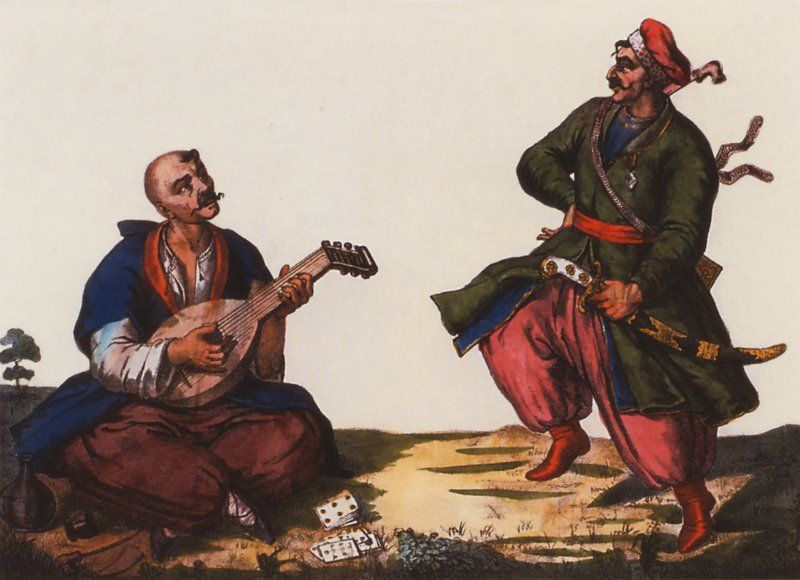
Cosacos de Zaporozhia tocando la kobza y bailando el jopak. Por Timofíy Kalinski,

## Tipos de kobzas ucranianas
- Kobza Veresái, usualmente referida como la auténtica kobza tradicional, con seis finas cuerdas tensadas al frente del instrumento. Se toca con la mano izquierda presionando las cuerdas con el puente, por lo que podrá o no vibrar. Debe su nombre al célebre kobzar, bandurista y bardo ucraniano del siglo XIX Ostap Veresái.
- Kobza orquetal, con 4 cuerdas afinadas en quintas usando puentes que le dan apariencia de violín. Los instrumentos son hechos de distintos tamaños, en prima (soprano), alto, tenor y contrabajo.
- Kobza de acompañamiento, usualmente con 6 o 7 cuerdas y tocadas con una púa. La versión de seis cuerdas usa el afinamiento de la guitarra. La versión de 7 cuerdas, usa la de la guitarra rusa (acorde G abierto).

El renacimiento de la kobza está dificultado por la completa ausencia de ejemplares en los museos. Toda la evidencia es enteramente iconográfica.